# Неизвестный солдат (фильм, 1984)
«Неизвестный солдат» — советский трёхсерийный телевизионный фильм. Снят по одноимённой повести и сценарию Анатолия Рыбакова, как продолжение телефильма «Каникулы Кроша». Вторая экранизация книги после фильма «Минута молчания» (1971). Премьера первой и второй серии фильма состоялась на Центральном телевидении СССР состоялась 6 мая 1985 года.

## Сюжет
Не поступив в институт, Сергей Крашенинников приезжает к деду в небольшой городок и устраивается работать в дорожной строительной бригаде. В ходе работ строители обнаруживают солдатскую могилу. Сергею поручают выяснить личность погибшего.
Повествование идёт параллельно двумя сюжетными линиями — в настоящем времени и во время войны. В настоящем Сергей сталкивается с разным отношением людей к памяти о войне. Для кого-то поиск «неизвестных солдат» — лишь одно из прочих школьных увлечений, неглубоких и преходящих (Наташа), а для кого-то далёкий подвиг неизвестных героев — лишь пропагандистский повод, когда установление истины не столь уж и важно (Славик Агапов). Чтить память можно и нужно, однако увековечивание этой памяти — удел «специальных людей», задача же простого человека, обывателя — помнить о героях «в разумных пределах» и жить сегодняшним днём (Воронов, Юра). Для кого-то война — вообще далёкая история (Зоя Краюшкина). А для кого-то — их жизнь, прошлая и настоящая (дедушка Кроша, мать Бокарева, Клавдия Иванцова).
Одновременно зритель узнаёт историю гибели и подвига пяти «неизвестных солдат» далёким летом 1942 года. В итоге всё же удаётся установить имя солдата, похороненного в безымянной могиле, однако более важным результатом усилий Сергея оказывается возвращение в сердца людей чувства сопричастности с прошлым своей страны и своего народа.

## В ролях
| Актёр               | Роль                                         |
| ------------------- | -------------------------------------------- |
| Василий Фунтиков    | Сергей Крашенинников (Крош)                  |
| Николай Гринько     | дедушка Кроша                                |
| Иван Шабалтас       | старшина Дмитрий Бокарев                     |
| Юрий Оськин         | рядовой Краюшкин                             |
| Артур Богатов       | рядовой Иван Вакулин                         |
| Игорь Класс         | рядовой Сергей Сергеевич Огородников         |
| Павел Белозёров     | рядовой Лыков                                |
| Николай Гаевский    | начальник ДСУ Воронов                        |
| Эрнст Романов       | инженер Виктор Борисович                     |
| Галина Левина       | Люда                                         |
| Анатолий Котенёв    | Андрей                                       |
| Сергей Вещёв        | Юра                                          |
| Е. Полуэктова       | Наташа Фролова                               |
| Наталья Харахорина  | Клавдия Иванцова (в молодости)               |
| Галина Макарова     | Клавдия Григорьевна Иванцова (в старости)    |
| Стефания Станюта    | Антонина Васильевна Бокарева мать старшины   |
| Виктор Мамаев       | Владимир Петрович сын Краюшкина              |
| Ирина Гольцова      | Зоя внучка Краюшкина                         |
| Людмила Новосёлова  | мать Кроша                                   |
| Роберт Спиричев     | отец Кроша                                   |
| Капитолина Ильенко  | Софья Павловна Смирнова                      |
| Ксения Козьмина     | Агапова                                      |
| Андрей Манке        | Славик Агапов (озвучен Всеволодом Абдуловым) |
| Нина Гребешкова     | дочь Агаповой, мать Славика                  |
| Георгий Всеволодов  | Стручков (в старости)                        |
| В. Кузнецов         | Михеев                                       |
| Любовь Горячева     | Михеева                                      |
| Алексей Селивёрстов | командир ПРБ, капитан Стручков               |
| Вячеслав Кутаков    | преподаватель ВУЗа                           |
| Галина Марченко     | Дора Степановна                              |
| Наталия Санько      | работница почты                              |

## Съёмочная группа
- Автор сценария: Анатолий Рыбаков
- Режиссёры-постановщики: Григорий Аронов и Вадим Зобин
- Оператор-постановщик: Владимир Трофимов
- Художник-постановщик: Юрий Углов
- Композитор: Исаак Шварц
- Текст песни: Юрий Степчук

## Места съёмок
Фильм был снят в Звенигороде. В массовых сценах были задействованы местные жители, многие эпизоды снимались в центре города. «Неизвестный солдат» снимался не только на улицах города, но и в его окрестностях — в частности, у посёлка Мозжинка и села Козино на реке Москве, а также на строительстве автомагистрали М-9 (Новорижское шоссе). В первой серии (где главный герой опаздывает на автобус) показан железнодорожный вокзал города Голицыно.

## Фестивали и награды
- 1985 — XI Всесоюзный фестиваль телевизионных фильмов — Приз жюри[2]